# The Right Night & Barry White
The Right Night & Barry White es el decimosexto álbum de estudio del cantante, compositor y productor estadounidense Barry White, lanzado el 24 de septiembre de 1987 por la compañía discográfica A&MPolyGram Records. Este fue el primer álbum de White para A&M, con la cual había firmado tras una pausa de cuatro años causada por una nada exitosa racha de producciones bajo su propia productora Unlimited Gold, subsidiaria de CBS, con la que había lanzado álbumes entre 1979 y 1983, sin apenas un impacto moderado en las listas. Con una mezcla de monólogos entre baladas y piezas de mayor carácter rítmico y con un aire latino, The Right Night & Barry White no se apartó demasiado del sonido familiar de White. La opinión crítica sugería que este tipo de R&B no estaba de moda en 1987 a pesar de que el álbum pudiera venderse a los verdaderos fanes de White, pero que no obstante, no iba a llegar a un nuevo público significativo. Este llegó a ser de nuevo el caso, ya que el álbum se convirtió en otra decepción comercial para White, llegando a la posición #28 en la lista de álbumes R&B pero sin llegar al Top 100 de las listas pop. El sencillo principal Sho' You Right se colocó en la posición #17 en la lista R&B y le dio a White su primer Top 20 británico desde since 1978.

## Listado de canciones (CD)
| Side one |                                                                               |          |  |
| N.º      | Título                                                                        | Duración |  |
| 1.       | «Good Dancin' Music» (B. White, J. Perry)                                     | 7:05     |  |
| 2.       | «As Time Goes By» (Herman Hupfeld)                                            | 5:51     |  |
| 3.       | «Sho' You Right» (White, Perry)                                               | 7:43     |  |
| 4.       | «For Your Love (I'll Do Most Anything)» (White, Bryan Loren)                  | 6:23     |  |
| 5.       | «There's a Place (Where Love Never Ends)» (White, Frieda Brock, Doug Lambert) | 7:25     |  |
| 6.       | «Love Is in Your Eyes» (White, Perry, Don Williams)                           | 7:22     |  |
| 7.       | «I'm Ready for Love» (White, Lambert, Edward R. Martinez)                     | 5:09     |  |
| 8.       | «Share» (White, Charles Fearing)                                              | 6:36     |  |
| 9.       | «Who's the Fool» (White, Perry, Eugene Booker)                                | 6:36     |  |
| 10.      | «The Right Night» (White)                                                     | 6:32     |  |

## Listado de canciones (Canadá LP)
| Side one |                                           |          |  |
| N.º      | Título                                    | Duración |  |
| 1.       | «Sho' You Right»                          | 7:43     |  |
| 2.       | «For Your Love (I'll Do Most Anything)»   | 4:24     |  |
| 3.       | «There's a Place (Where Love Never Ends)» | 5:32     |  |
| 4.       | «Love Is in Your Eyes»                    | 5:55     |  |
| 5.       | «Theme»                                   | 0:33     |  |

| Side two |                      |          |  |
| N.º      | Título               | Duración |  |
| 6.       | «The Right Night»    | 5:50     |  |
| 7.       | «I'm Ready for Love» | 5:11     |  |
| 8.       | «Theme»              | 0:32     |  |
| 9.       | «Share»              | 7:05     |  |
| 10.      | «Who's the Fool»     | 6:36     |  |

## Sencillos
- "Sho' You Right" (US R&B #17, UK #14)
- "For Your Love (I'll Do Most Anything)" (US R&B #27)

## Personal
- Barry White: voz principal, teclados, bajo, batería, percusión
- Eugene Booker, Doug Lambert, Bryan Loren, Jack Perry: teclados
- Wah Wah Watson: guitarra, voces de apoyo
- Nathan East: bajo
- Al Chalk: percusión
- Thomas Alvarado: saxofón tenor
- James Bailey, Kenny Harris, Stephanie Haynes, Brenda Holloway, Cheryl James, Diane Taylor, Kathy Thompson, Glodean White: voces de apoyo.
- Gene Page: arreglos orquestales

### Ventas y certificación
| País           | Certificación | Ventas  |
| -------------- | ------------- | ------- |
| Francia (SNEP) | 2 x Oro       | 269,000 |